# Coccaglio
Coccaglio é uma comuna italiana da região da Lombardia, província de Bréscia, com cerca de 7.035 habitantes. Estende-se por uma área de 11 km², tendo uma densidade populacional de 640 hab/km². Faz fronteira com Castrezzato, Chiari, Cologne, Erbusco, Rovato.

## Demografia
| Variação demográfica do município entre 1861 e 2011                               |
|                                                                                   |
| Fonte: Istituto Nazionale di Statistica (ISTAT) - Elaboração gráfica da Wikipedia |